# WAP (singolo)
WAP (abbreviazione di Wet-Ass Pussy) è un singolo della rapper statunitense Cardi B, pubblicato il 7 agosto 2020 e incluso nel secondo album in studio Am I the Drama?.

## Pubblicazione
Il 3 agosto 2020 le artiste hanno annunciato l'uscita del singolo tramite i loro profili social pubblicandone la copertina, che le ritrae di profilo, con la medesima acconciatura, schiena contro schiena e fotografate su uno sfondo rosa a tinta unita. Alcuni giorni più tardi, il 6 agosto successivo, Cardi B ha rivelato tramite Instagram che l'uscita del video musicale sarebbe avvenuta in contemporanea con la messa in commercio del brano, e che tale clip avrebbe contenuto la versione censurata della canzone.

## Descrizione
Il brano, che vede la partecipazione della rapper statunitense Megan Thee Stallion, è stato prodotto dal duo Ayo & Keyz e utilizza un sample del brano Whores in This House del rapper Frank Ski del 1992. È composto in chiave Re bemolle maggiore ed ha un tempo di 133 battiti per minuto.

## Promozione
La canzone è stata eseguita per la prima volta dal vivo il 29 agosto 2020 da Megan Thee Stallion durante un concerto virtuale per il servizio streaming Tidal. Nell'ambito dei Grammy Award del 14 marzo 2021 il pezzo è stato eseguito dalle due rapper ed incluso in un medley con Up di Cardi B. Heran Mamo per Billboard ha eletto il medley di quest'ultima la miglior esibizione della serata; Rob Sheffield di Rolling Stone, in maniera analoga, ha definito l'esibizione di WAP una delle migliori in assoluto nella storia della cerimonia.
L'8 luglio 2022 Cardi B e Thee Stallion hanno nuovamente esibito il brano durante il set da headliner della prima al Wireless Festival di Londra.

## Accoglienza
WAP ha ricevuto l'acclamo universale da parte della critica specializzata. Lakin Starling di Pitchfork ha elogiato il sex appeal indipendente delle rapper e il loro linguaggio esplicito che «non mira a impressionare i ragazzi - e questo, suggerisce la canzone, è il motivo per cui le abilità di Cardi e Meg sono credibili». Jon Caramanica del New York Times ha definito la pubblicazione del brano «un evento da record che trascende l'evento stesso» e ha affermato che entrambe le rapper «sono esuberanti, taglienti ed estremamente, estremamente dettagliate» nella canzone. Rania Aniftos, scrivendo per Billboard, l'ha descritta come un «banger rovente pronto per il twerking», mentre Mikael Wood del Los Angeles Times lo ha considerato un «trionfo selvaggio, maligno, sex positive». Per lo stesso giornale, Christi Carras ha scritto che la canzone «ha un peso politico che gli uomini che rappano su argomenti sessuali non hanno», mentre Shannon Miller dell'A.V. Club ne ha notato uno «spirito tanto ribelle quanto divertente».
Brianna Holt di Complex ha dichiarato che «sia Cardi che Megan sono potenze della sessualità femminile, indipendenza e dominio», descrivendo WAP come «l'epitome dell'emancipazione femminile». La giornalista della NBC Susanne Ramírez de Arellano ha lodato il capovolgimento al femminile di tematiche trattate tipicamente da rapper uomini. Per The Guardian, Dream McClinton ha scritto che «la fortunata collaborazione tra le due rapper è diventata una tardiva canzone dell'estate, che dà potere alle donne [...] dovrebbe essere celebrata, non criticata». Taylor Crumpton della NPR ha commentato che le artiste «guidano il genere in [una] nuova era di unificazione tra donne rapper» con «una canzone già iconica sulla sessualità femminile». In un altro articolo di Pitchfork, Jayson Greene ha scritto che il brano «è diventata la canzone di questa bizzarra estate - matura e spaccata», ritenendola «gioiosamente esplicita», «gloriosa» e «piena di dettagli grafici».
Clover Hope di Pitchfork ha eletto WAP la miglior canzone hip hop femminile degli anni venti nel settembre 2024.

### Altre reazioni
James P. Bradley, candidato repubblicano al Congresso della California, ha commentato che «Cardi B e Megan Thee Stallion sono ciò che accade quando i bambini vengono cresciuti senza Dio e senza una forte figura paterna», aggiungendo che la canzone gli faceva venire voglia di «versare acqua santa» nelle orecchie. Bradley è stato fortemente attaccato sui social media: in molti hanno trovato le sue accuse ipocrite a causa del suo supporto verso Donald Trump, mentre August Brown del Los Angeles Times ha scritto che, contrariamente ai suoi commenti, Megan «ha avuto davvero una forte figura paterna» e Cardi «non è estranea alla fede».
Un'altra ex candidata al Congresso della California, DeAnna Lorraine, ha espresso un simile parere riguardo alla canzone, scrivendo che «Cardi B e Megan Thee Stallion hanno appena riportato indietro di 100 anni l'intero genere femminile con la loro disgustosa e vile canzone WAP», notando il supporto ricevuto da parte dei senatori democratici Bernie Sanders e Kamala Harris e suggerendo alle stazioni radiofoniche di non riprodurla, censurata o meno. Anch'ella ha ricevuto diverse critiche per le sue dichiarazioni, in particolare per aver affermato in passato di sostenere l'emancipazione femminile per poi disapprovare una canzone eseguita da due donne.
L'opinionista politico Ben Shapiro ha criticato il messaggio di WAP, affermando con sarcasmo «questo è ciò per cui il femminismo ha combattuto», in un video che lo raffigura leggere il testo censurato, per il quale è stato ampiamente deriso sui social media. Ha in seguito affermato che la sua «unica vera preoccupazione» era la salute vaginale di Cardi e Megan, dopo dichiarazioni della moglie che ha etichettato la lubrificazione vaginale come una condizione di salute, affermazione smentita da importanti ginecologi quali Daniel Grossman e Jen Gunter. Un remix virale di Shapiro mentre legge il testo del brano è stato realizzato dal DJ iMarkKeyz, che in precedenza aveva acquisito notorietà per un remix di frasi della stessa Cardi B riguardanti la pandemia di COVID-19. Arwa Mahdawi del The Guardian ha commentato che «c'è qualcosa nelle donne (donne di colore per giunta!) che si fanno carico della loro sessualità che spinge i conservatori al muro», sottolineando inoltre la disinformazione di Shapiro sull'anatomia femminile.
Riguardo alle critiche ricevute da parte di politici conservatori, Cardi B ha commentato, tramite il proprio account Twitter, «non posso credere che i conservatori vadano così pazzi per WAP».

### Riconoscimenti
WAP ha ricevuto diversi riconoscimenti, tra cui un American Music Award, un ASCAP Rhythm & Soul Music Award, un E! People's Choice Award e due BET Awards.
Riconoscimenti di fine anno
- 1º — Genius[53]
- 1º — NPR[54]
- 1º — NME[55]
- 1º — Pitchfork[56]
- 1º — Rolling Stone[57]
- 1º — Stereogum (Tom Breihan)[58]
- 1º — The Plain Dealer[59]
- 1º — Uproxx[60]
- 1º — Vice[61]
- 2º — The Guardian[62]
- 2º — Time[63]
- 4º — The Line of Best Fit[64]
- 4º — USA Today[65]
- 5º — Billboard[66]
- 5º — Complex[67]
- 5º — Spin[68]
- 6º — Slant Magazine[69]
- 7º — Gigwise[70]
- 7º — The New York Times (Jon Caramanica)[71]
- Top 25 — Esquire[72]
- 50º — Consequence[73]
- Top 50 — Los Angeles Times[74]
- Meglio del 2020 — BBC[75]
- Meglio del 2020 — Teen Vogue (Chantal Waldholz)[76]
- Meglio del 2020 — Vogue[77]

## Video musicale
Il video, diretto da Colin Tilley, è stato reso disponibile il 7 agosto 2020 in concomitanza con l'uscita del brano. Presenta le rapper mentre si spostano tra le stanze di una colorata villa e i camei di Kylie Jenner, Normani, Rosalía, Mulatto, Rubi Rose e Sukiana. Con oltre 26 milioni di visualizzazioni, la clip ha infranto il record per il video musicale di una collaborazione femminile con più visite su YouTube nelle sue prime 24 ore. Rolling Stone lo ha eletto uno dei migliori videoclip di tutti i tempi.

## Tracce
Testi e musiche di Jordan Thorpe, Frank Rodriguez, James Foye III, Austin Owens, Megan Pete e Belcalis Almanzar.
Download digitale, streaming
1. WAP (feat. Megan Thee Stallion) – 3:07

CD, MC, 12"
1. WAP (feat. Megan Thee Stallion) (Explicit)
2. WAP (feat. Megan Thee Stallion) (Amended)
3. WAP (feat. Megan Thee Stallion) (Radio Edit)
4. WAP (feat. Megan Thee Stallion) (Instrumental)

## Formazione
Hanno partecipato alle registrazioni, secondo le note di copertina:
Musicisti
- Cardi B – voce
- Megan Thee Stallion – voce aggiuntiva

Produzione
- Ayo & Keyz – produzione
- Shawn "Source" Jarrett – ingegneria del suono
- Evan LaRay – ingegneria del suono
- Leslie Brathwaite – missaggio
- Colin Leonard – mastering

## Successo commerciale
Grazie al successo della canzone Cardi B è stata collocata in cima alla classifica Pop Star Power di Bloomberg del mese di agosto 2020.

### Stati Uniti d'America
Nella Billboard Hot 100 WAP ha esordito in vetta alla classifica, diventando la quarta numero uno di Cardi B, estendendo il proprio titolo di rapper donna con il maggior numero di singoli numero uno nella classifica, e la seconda di Megan Thee Stallion. È diventata la nona collaborazione femminile a conseguire questo traguardo e la quarta dell'anno. Nella sua prima settimana di disponibilità ha accumulato 125 000 vendite pure, 93 milioni di riproduzioni streaming e un'audience radiofonica pari a 11,6 milioni di ascoltatori, debuttando al primo posto sia nella Digital Songs sia nella Streaming Songs e segnando il più grande debutto settimanale in assoluto in termini di streaming; il record era precedente detenuto da 7 Rings di Ariana Grande. Ha inoltre raccolto la maggior quantità di stream in una singola settimana per quanto riguarda il 2020, la diciottesima in assoluto e la seconda per un brano femminile, dietro Thank U, Next di Grande. Cardi B è divenuta la prima rapper femminile ad avere almeno una numero uno nella Hot 100 in due decenni diversi (anni 2010 e 2020).
Ha mantenuto la medesima posizione per una seconda settimana consecutiva, diventando la prima canzone femminile a rimanere in cima per almeno due settimane da All I Want for Christmas Is You di Mariah Carey e la prima a rimanerci durante le sue prime due settimane di permanenza in classifica da 7 Rings di Grande. Ha venduto altre 36 000 copie, accumulato 72,2 milioni di riproduzioni streaming ed esordito al 43º posto della Radio Songs grazie a 16,5 milioni di ascoltatori, registrando un incremento radiofonico del 42%. Dopo essere stato spodestato da Dynamite dei BTS per due settimane consecutive, è ritornato alla vetta della classifica nella quinta settimana con 48,2 milioni di riproduzioni in streaming, 16 000 copie vendute e 27,3 milioni di radiospettatori. Ha mantenuto la prima posizione anche durante la sua sesta settimana grazie a 41,5 milioni di riproduzioni in streaming, 12 000 vendite pure e 32,6 milioni di ascoltatori. In questo modo è diventata la numero uno più longeva di Cardi B come artista principale, superando Bodak Yellow.
Il 14 agosto 2020 WAP ha raggiunto le 500 000 unità vendute negli Stati Uniti venendo certificato così disco d'oro, e dodici giorni dopo ha superato la soglia del disco di platino con 1 000 000 unità distribuite nel medesimo territorio.

### Europa
Nella Official Singles Chart britannica ha debuttato alla 4ª posizione grazie a 41 294 unità distribuite, divenendo la quinta top ten di Cardi B e la seconda di Megan Thee Stallion. La settimana successiva ha registrato un incremento delle vendite del 23,6%, salendo alla 2ª posizione con 51 058 copie. Dopo due settimane è arrivato in cima alla graduatoria grazie a 64 725 copie vendute, regalando ad entrambe le interpreti la loro prima numero uno. Anche in Irlanda il brano ha fatto il suo ingresso alla 4ª posizione nella Irish Singles Chart, segnando l'esordio più alto della settimana e anche qui rispettivamente la quinta e la seconda top ten delle rapper; ha poi raggiunto la vetta dopo due settimane, diventando anche qui la prima numero uno per entrambe le rapper.

### Oceania
Nella ARIA Singles Chart australiana il singolo è entrato in 2ª posizione, segnando la terza top ten di Cardi B (la prima come artista principale) e la seconda di Megan Thee Stallion nel paese. La settimana successiva è salito alla vetta, regalando ad entrambe le interpreti la loro prima numero uno in Australia, oltre a diventare la prima collaborazione hip hop femminile a raggiungere questo traguardo. Dopo aver trascorso almeno quattro settimane consecutive al vertice della classifica australiana, WAP è diventata la prima canzone hip hop ad eseguire tale risultato dai tempi di Let's Talk About Sex delle Salt-n-Pepa (1992).
Medesima situazione nella classifica neozelandese, dove WAP ha raggiunto la cima della graduatoria, diventando la seconda numero uno di Cardi B e la prima di Megan Thee Stallion nel paese, mantenendola per sei settimane consecutive.

## Classifiche

### Classifiche settimanali
| Classifica (2020)     | Posizione massima |
| --------------------- | ----------------- |
| Argentina             | 17                |
| Australia             | 1                 |
| Austria               | 8                 |
| Belgio (Fiandre)      | 14                |
| Belgio (Vallonia)     | 41                |
| Canada                | 1                 |
| Corea del Sud         | 121               |
| Costa Rica            | 17                |
| Danimarca             | 7                 |
| Estonia               | 2                 |
| Finlandia             | 4                 |
| Francia               | 30                |
| Germania              | 12                |
| Grecia                | 1                 |
| Irlanda               | 1                 |
| Islanda               | 11                |
| Italia                | 34                |
| Lituania              | 1                 |
| Malaysia              | 8                 |
| Norvegia              | 2                 |
| Nuova Zelanda         | 1                 |
| Paesi Bassi           | 16                |
| Perù                  | 109               |
| Portogallo            | 5                 |
| Regno Unito           | 1                 |
| Repubblica Ceca       | 10                |
| Repubblica Dominicana | 31                |
| Romania               | 55                |
| Singapore             | 4                 |
| Slovacchia            | 5                 |
| Spagna                | 63                |
| Stati Uniti           | 1                 |
| Svezia                | 6                 |
| Svizzera              | 5                 |
| Ungheria              | 2                 |

### Classifiche di fine anno
| Classifica (2020) | Posizione |
| ----------------- | --------- |
| Australia         | 19        |
| Austria           | 53        |
| Belgio (Fiandre)  | 96        |
| Canada            | 37        |
| Danimarca         | 89        |
| Francia           | 168       |
| Germania          | 96        |
| Irlanda           | 16        |
| Islanda           | 51        |
| Norvegia          | 40        |
| Nuova Zelanda     | 28        |
| Portogallo        | 81        |
| Regno Unito       | 23        |
| Stati Uniti       | 24        |
| Svezia            | 77        |
| Svizzera          | 60        |
| Ungheria          | 32        |
| Classifica (2021) | Posizione |
| Australia         | 49        |
| Brasile           | 13        |

## Date di pubblicazione
| Paese  | Data          | Formato                      | Etichetta    | Nota            |
| ------ | ------------- | ---------------------------- | ------------ | --------------- |
| Mondo  | 6 agosto 2020 | MC, 12"                      | Warner       | [ 135 ] [ 136 ] |
| Mondo  | 7 agosto 2020 | Download digitale, streaming | Atlantic     | [ 137 ]         |
| Italia | 7 agosto 2020 | Contemporary hit radio       | Warner Italy | [ 138 ]         |